# Alexandru Novac
Pour les articles homonymes, voir Novac.
Alexandru Mihăiță Novac (né le 24 mars 1997) est un athlète roumain, spécialiste du javelot.

## Biographie
C'est le détenteur du record national avec 82,90 m obtenu à Pitești en mai 2017. Quelques mois plus tard, il obtient la médaille d'argent aux Jeux de la Francophonie de 2017.
Il remporte la Coupe d'Europe des lancers 2018 dans la catégorie espoirs.
Le 5 juillet 2018, il porte son record national à 86,37 m à Nembro.

## Palmarès
| Date | Compétition                    | Lieu       | Résultat | Marque  |
| ---- | ------------------------------ | ---------- | -------- | ------- |
| 2014 | Jeux olympiques de la jeunesse | Nankin     | 2e       | 73,98 m |
| 2015 | Championnats d'Europe juniors  | Eskilstuna | 10e      | 69,94 m |
| 2016 | Championnats du monde juniors  | Bydgoszcz  | 5e       | 72,91 m |
| 2017 | Championnats d'Europe espoirs  | Bydgoszcz  | 5e       | 77,76 m |
| 2017 | Jeux de la Francophonie        | Abidjan    | 2e       | 68,85 m |
| 2019 | Championnats d'Europe espoirs  | Gävle      | 2e       | 81,75 m |
| 2019 | Championnats des Balkans       | Pravetz    | 1er      | 77,90 m |
| 2021 | Jeux olympiques                | Tokyo      | 12e      | 79,29 m |
| 2022 | Coupe d'Europe des lancers     | Leiria     | 1er      | 80,49 m |
| 2023 | Jeux de la Francophonie        | Kinshasa   | 1er      | 84,75 m |
| 2024 | Coupe d'Europe des lancers     | Leiria     | 2e       | 81,73 m |

## Records
| Épreuve           | Marque       | Lieu   | Date           |
| ----------------- | ------------ | ------ | -------------- |
| Lancer du javelot | 86,37 m (NR) | Nembro | 5 juillet 2018 |